# 平行停車問題

平行路邊停車示意圖

平行停車問題（parallel parking problem）——中國普遍稱為側方停車，而香港普遍稱為S位——是控制理論及力學中的运动规划問題，要決定讓汽車停入在和馬路平行的停車位（平行路邊停車）的路徑。汽車的前輪可以轉彎，但後輪需維持固定。當汽車一開始的位置鄰近停車格時，汽車要移動的位置是在汽車的側邊，是和後輪允許運動方向垂直的方向，因此無法直接將汽車移動到停車格中，一般需要讓汽車前進或是後退才能進入停車格。此情形下汽車可行的運動方式是非完整系統的一個例子，汽車只能依車輪行進的方向前進或是後退，而且需維持車輪在進行滾動運動，也就是其移動速率需和汽車車輪轉動的角速度成正比。